# Kaiseraugst
Kaiseraugst (toponimo tedesco) è un comune svizzero di 5 576 abitanti del Canton Argovia, nel distretto di Rheinfelden.

## Storia
Fu sede di un forte militare di unità ausiliarie romane dopo il 260 d.C. per l'abbandono del limes germanico-retico da parte dell'imperatore Gallieno, il cui nome latino era Castrum Rauracense.

## Monumenti e luoghi d'interesse

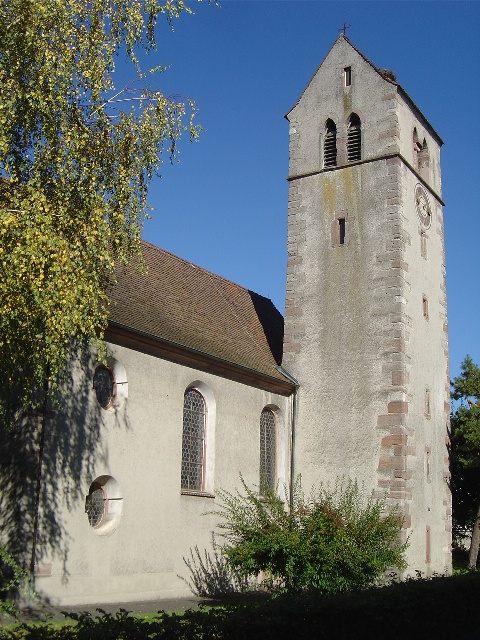
La chiesa cattolica cristiana di San Gallo

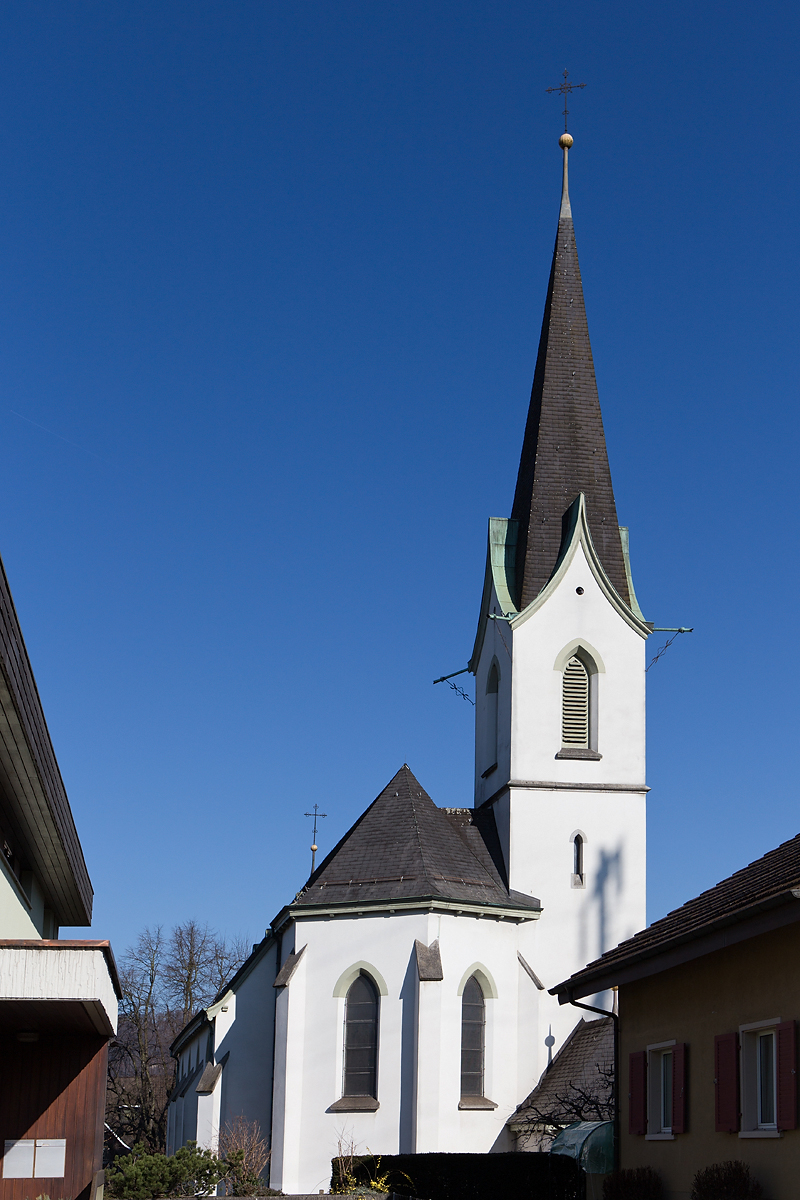
La chiesa cattolica

- Chiesa cattolica cristiana di San Gallo, eretta nel 400 circa e ricostruita nel 1749[1];
- Chiesa cattolica, eretta nel 1900-1901[1];
- Area archeologica del Castrum Rauracense[1].

## Società

### Evoluzione demografica
L'evoluzione demografica è riportata nella seguente tabella:
Abitanti censiti

## Economia
A Kaiseraugst ha una delle sue sedi l'azienda Thorens.

## Infrastrutture e trasporti

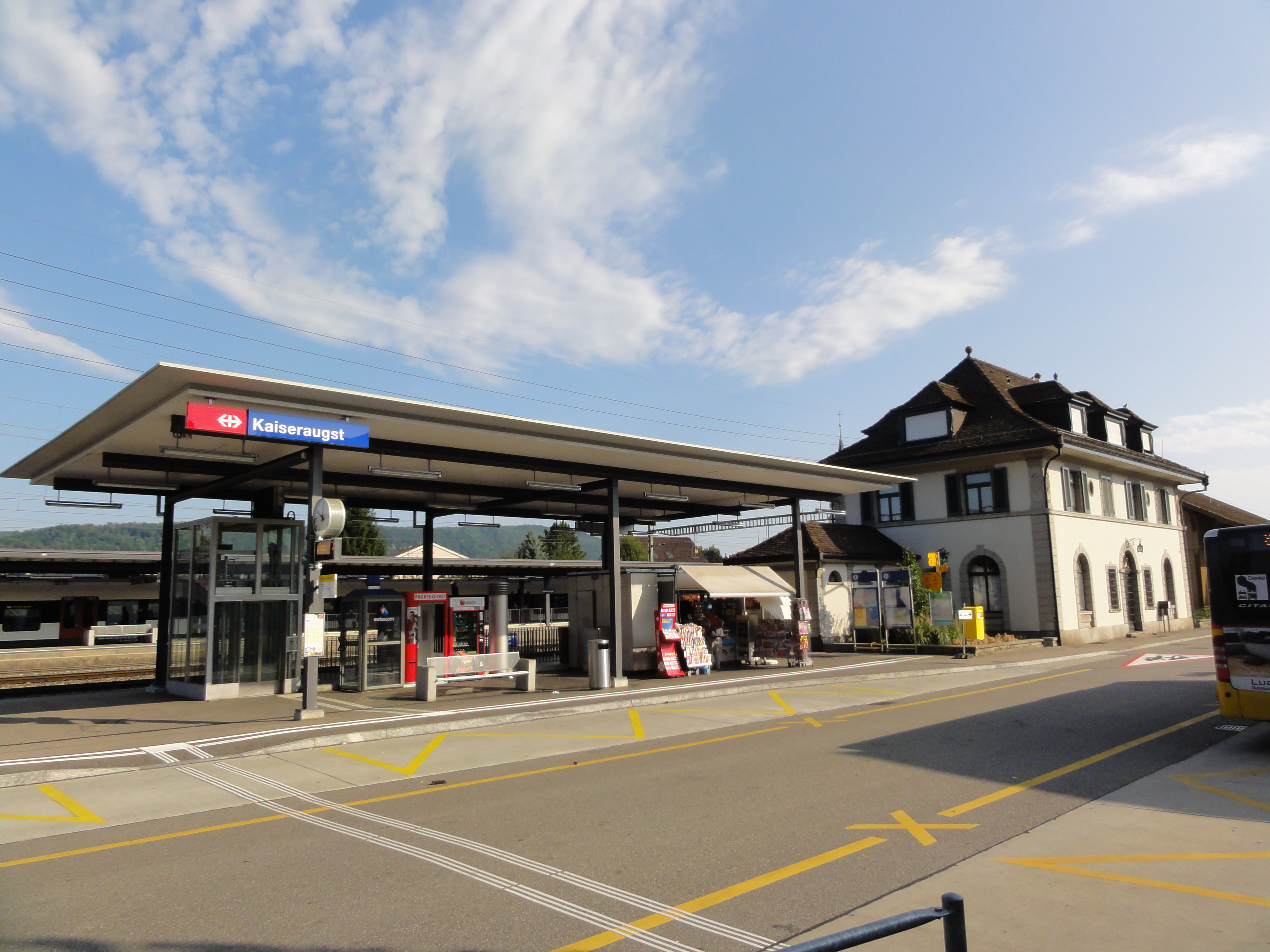
La stazione di Kaiseraugst

Kaiseraugst è servito dall'omonima stazione sulla ferrovia Bözbergbahn (linea S1 della rete celere di Basilea).

## Amministrazione
Ogni famiglia originaria del luogo fa parte del cosiddetto comune patriziale e ha la responsabilità della manutenzione di ogni bene ricadente all'interno dei confini del comune.